# Dublavídeo
Dublavídeo é um estúdio de dublagem fundado no Brasil em 1991. Atualmente está localizado na cidade de São Paulo. É responsável por títulos da Netflix e Sony Pictures no Brasil.

## Dublagens (lista parcial)

### Filmes
- Stand by Me (bra: Conta Comigo)[3]

### Séries
Em ordem alfabética e por ano decrescente de lançamento
2022
- Rock Island Mysteries

2019
- Deadly Class[4]

2018
- New Amsterdam[4]

2015
- The Family[4]

2015
- Agent Carter[4]

2014
- How to Get Away with Murder[4]
- Outlander[4]

2013
- Better Call Saul[4]

2012
- Scandal[4]

2011
- Once Upon a Time[4]
- Revenge[4]
- Teen Wolf[4]

2010
- The Walking Dead[4]

2009
- Glee[4]
- Modern Family[4]

2008
- Breaking Bad[5]

2005
- Prison Break[4]

2001
- Band of Brothers[4]

1984
- Punky Brewster[4]

### Animações
- Os Smurfs (2021)
- Os Smurfs (redublagem exibida no Gloob)[6]
- Alvinnn!!! e os Esquilos
- American Dad! (1ª á 5ª temporada)
- Breadwinners
- Looney Tunes (redublagem feita para VHS)
- Futurama (1ª à 4ª temporada)[7]
- Outback - Uma Galera Animal
- Uma Família da Pesada (6ª, 7ª e 8ª temporada)
- El Hazard
- As Novas Aventuras do Gato Félix
- Bucky
- Slayers
- Shurato
- O Espetacular Homem Aranha
- Tartarugas Ninja
- Família Moderna
- Futurama